# The One: Making a Music Star
The One: Making a Music Star est une émission de télé-réalité musicale américaine, diffusée en juillet 2006 sur ABC (États-Unis) et sur CBC Television (Canada) et présentée par George Stroumboulopoulos.
Produit par Endemol USA, l'émission est l'adaptation américaine de Star Academy. L'émission est un échec en termes d'audience et est annulée au bout de deux semaines (quatre épisodes),,.